# Clemensia umbrata
Clemensia umbrata là một loài bướm đêm thuộc phân họ Arctiinae, họ Erebidae.